# Festival du film de Vendôme
Le Festival du film de Vendôme, organisé par Centre Images, s'est tenu de 1992 à 2014 au cours de la première semaine du mois de décembre.
Première manifestation cinématographique en région Centre (devenue Centre-Val de Loire en 2015), ce festival a pour vocation de mettre le cinéma en région à l'honneur. Tous les films présentés ont reçu un soutien d'une collectivité territoriale. Chaque année sont proposés plus de 200 films internationaux à travers une compétition de courts métrages européens et nationaux, un panorama de longs métrages inédits en avant-première, du cinéma d'animation, des documentaires de création, des rétrospectives.
Après sa 23e édition en décembre 2014, l'équipe organisatrice du festival est conduite à mettre fin à son activité : la région Centre modifie sa stratégie d'investissement culturel au détriment du festival et au profit de la création, à Vendôme toujours, d'un lieu de résidence pour la création de films d'animation. Les autres bailleurs (ville, département) annoncent également la réduction de leur participation du fait de restrictions budgétaires.
Parmi les films présentés au Festival de Vendôme :
- Séraphine de Martin Provost (César du meilleur film en 2009)
- Rumba de Fiona Gordon, Dominique Abel et Bruno Romy
- Les Grandes Personnes d'Anna Novion
- Story of Jen de François Rotger
- Lenz échappé et Le Temps des grâces de Dominique Marchais
- Irène d'Alain Cavalier
- Le Ruban blanc de Michael Haneke
- Le Père de mes enfants de Mia Hansen-Love
- La Merditude des choses de Félix Von Groeningen
- La Dame de trèfle de Jérôme Bonnell
- La Grande Vie d'Emmanuel Salinger
- La Vie au ranch de Sophie Letourneur

## Palmarès 2009
- Grand Prix / Compétition nationale

C'est gratuit pour les filles de Marie Amachoukeli et Claire Burger (réalisé avec le soutien de la région Lorraine)
- Grand Prix / Compétition européenne

Un dia y nada de Lorenz Merz (réalisé avec le soutien de Zürcher Filmstiftung)
- Prix spécial du jury / Compétition nationale

Nice de Maud Alpi (réalisé avec le soutien de la région Provence-Alpes-Côte d’Azur)
- Prix spécial du jury / Compétition européenne

Fliegen de Piotr J. Lewandowski (réalisé avec le soutien de Filmförderungsanstalt Berlin)
- Prix de la jeunesse / Compétition nationale

Les Ventres de Philippe Grammaticopoulos (réalisé avec le soutien de la région Île-de-France (Arcadi))
- Prix de la jeunesse / Compétition européenne

Un dia y nada de Lorenz Merz (réalisé avec le soutien de Zürcher Filmstiftung)
- Prix de la mise en scène décerné par le jury étudiant

Logorama de François Alaux, Hervé de Crécy et Ludovic Houplain (réalisé avec le soutien de la région Île-de-France (Arcadi))
- Prix du public

Logorama de François Alaux, Hervé de Crécy et Ludovic Houplain (réalisé avec le soutien de la région Île-de-France (Arcadi))
- Prix d’interprétation

Laetitia Hadri, Yéliz Alniack et Aurore dos Santos dans C'est gratuit pour les filles de Marie Amachoukeli et Claire Burger (réalisé avec le soutien de la région Lorraine)
- Prix Cinécole en Vendômois

Le Petit dragon de Bruno Collet (réalisé avec le soutien de la région Bretagne)